# کبوتردریایی بوید

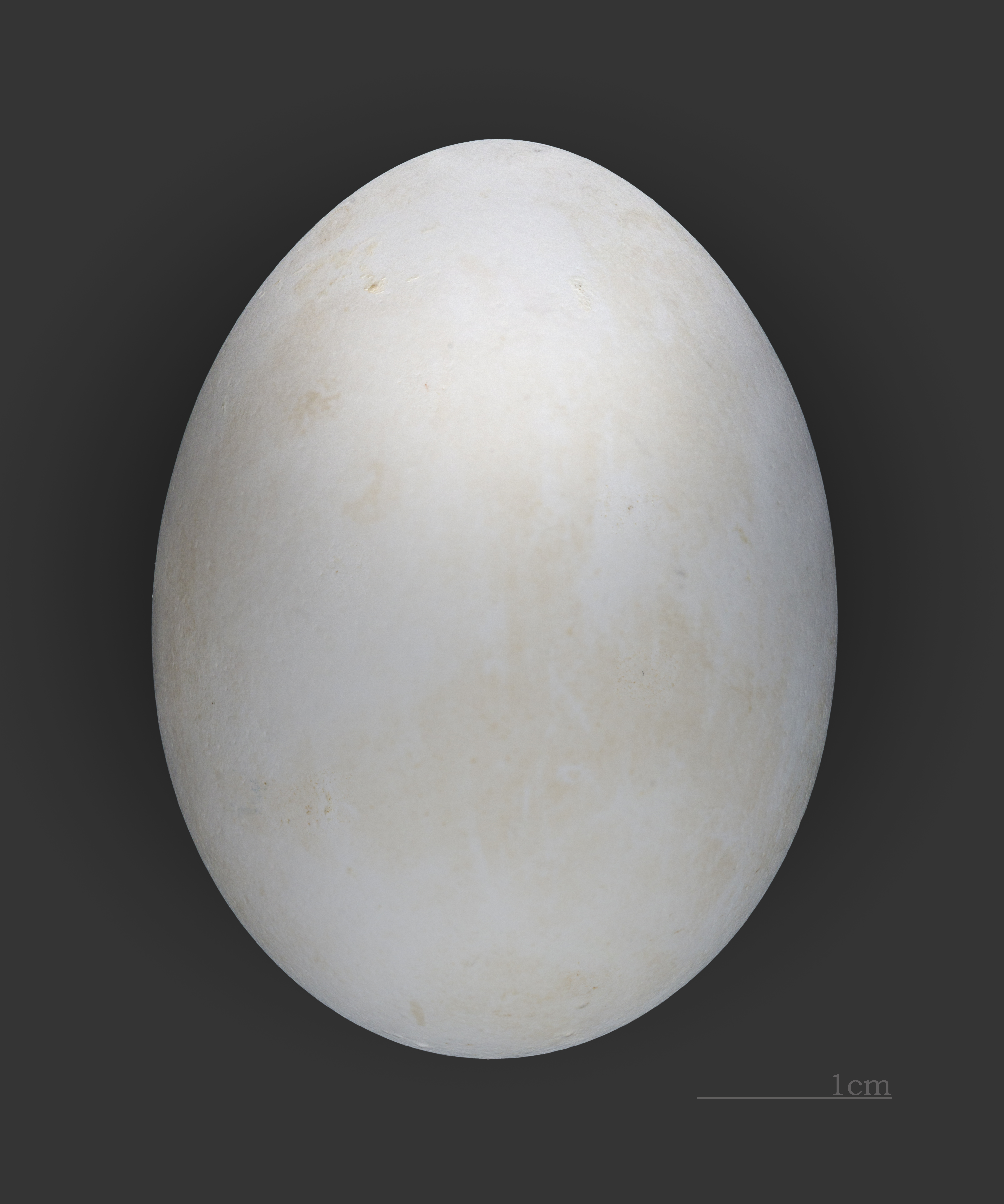
تخم مرغ.

کبوتردریایی بوید (نام علمی: Puffinus boydi) نام یک گونه از سرده کبوتردریایی‌های آب‌شکاف است.